# Orthotrichum euryphyllum
Orthotrichum euryphyllum là một loài Rêu trong họ Orthotrichaceae. Loài này được Venturi mô tả khoa học đầu tiên năm 1890.